# Abd-Al·lah ibn Abd-al-Múttalib
Abd-Al·lah ibn Abd-al-Múttalib (àrab: عبدالله بن عبد المطلب, ʿAbd Allāh ibn ʿAbd al-Muṭṭalib) (vers 545 - 570) fou el pare del profeta Muhàmmad. Pertanyia a la tribu dels Banu Hàixim, dels Qurayx, i per la mare entroncava amb els Banu Makhzum. Va morir d'una malaltia a Yathrib, l'actual Medina. El profeta Muhàmmad en podria ser fill pòstum, o un nadó quan va morir.